# Ощадний сертифікат
Депозитний сертифіка́т — письмове свідоцтво банку про депонування грошових коштів, яке засвідчує право вкладника на одержання після завершення встановленого строку депозиту і відсотків по ньому. 
Відповідно до законодавства України депозитний сертифікат є цінним папером.
Фактично ощадний сертифікат можна вважати депозитом, однак, на відміну від депозиту, його можна продати або подарувати, і вкладені кошти може отримати не сам вкладник, а пред'явник сертифікату.